# تونو یول
تونو یول (انگلیسی: Tõnu Juul؛ زادهٔ ۲۱ آوریل ۱۹۵۸) سیاستمدار  و نماینده سابق مجلس اهل استونی است.